# 남인도 교회
남인도 교회(영어: The Church of South India (United))는 인도의 개신교 연합교회이다. 1947년 남인도의 성공회 교구(Burma, Ceylon), 남인도 지역의 감리교회의 연합에 의해 시작되었다. 1908년에는 남인디아 연합교회(장로교회, 조합교회의 연합)과 개혁교회가 연합하여 형성되었다. 현재는 복합적 연합교회 형태로 세계성공회공동체와 세계감리교협의회 등에도 속해 있다. 에큐메니컬 운동가 레슬리 뉴비긴주교가 주교로 목회한 교회이며, 현재 관구장은 수프스라파 바산사 쿠마르 주교(The Most Revd Suputhrappa Vasantha Kumar)이다.

## 교구
- 챈나이(Chennai)
- 코임바토레(Coimbatore)
- 도르나칼(Dornakal)
- 동 케라라(East Kerala)
- 자프나(Jaffna)
- 카냐쿠마리(Kanyakumari)
- 카림나가르(Karimnagar)
- 중앙 카르나타카(Karnataka Central)
- 북 카르나타카(Karnataka North)
- 남 카르나타카(Karnataka South)
- 크리시나 고다바리(Krishna-Godavari)
- 마드야 케라라(Madhya Kerala)
- 마두라이 람나드(Madurai-Ramnad)
- 메다크(Medak)
- 난디알(Nandyal)
- 북 케라라(North Kerala)
- 라야라시마(Rayalaseema)
- 남케라라(South Kerala)
- 트구투쿠디-나바레스(Tgoothukudi - Navareth)
- 티루렐벨리(Tirunelveli)
- 트리캬 탄조르(Trichy-Tanjore)
- 벨로르(Vellore)

## 같이 보기
- 세계성공회동체
- 북인도 교회
- 인도의 기독교